# Ždala
Ždala är en ort i Kroatien.   Den ligger i länet Koprivnica-Križevcis län, i den nordöstra delen av landet, 100 km öster om huvudstaden Zagreb. Ždala ligger 132 meter över havet och antalet invånare är 718.
Terrängen runt Ždala är platt. Runt Ždala är det ganska glesbefolkat, med 36 invånare per kvadratkilometer. Närmaste större samhälle är Virje, 16,7 km sydväst om Ždala. Trakten runt Ždala består till största delen av jordbruksmark.